# Siderno
Siderno es un municipio italiano situado en la ciudad metropolitana de Reggio Calabria, en Calabria. Tiene una población estimada, a fines de julio de 2024, de 17 573 habitantes.

## Demografía
| Gráfica de evolución demográfica de Siderno entre 1861 y 2024 |
|                                                               |
| Fuente: ISTAT - Elaboración gráfica a cargo de Wikipedia      |